# Powiat Kōchi
Powiat Kōchi (jap. 河内郡 Kōchi-gun; alt. powiat Kawachi) – dawny powiat w Japonii, w prefekturze Ibaraki.

## Historia

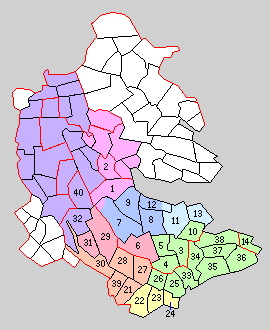
Powiat Kōchi (21–40) (1889 r.)

Powiat został założony 2 grudnia 1878 roku. Wraz z utworzeniem nowego systemu administracyjnego 1 kwietnia 1889 roku powiat Kōchi został podzielony na miejscowość Ryūgasaki i 19 wiosek: Ōmiya, Manaita, Genseida, Nagasao, Shibasaki, Nemoto, Nagato, Yabara, Okada, Nareshiba, Ushiku, Kukizaki, Ōta, Takada, Ōsuka, Isaki, Aba, Futto i Onogawa.
1 kwietnia 1896 roku powiat Kōchi został włączony do powiatu Inashiki, poza wsią Onogawa, która została włączona w teren powiatu Tsukuba. W wyniku tego połączenia powiat został rozwiązany.